# Хуан Баутіста Аснар-Кабаньяс
Хуан Баутіста Аснар-Кабаньяс (ісп. Juan Bautista Aznar-Cabañas; 4 серпня 1873 — 19 травня 1953) — іспанський адмірал і політик, останній голова уряду Іспанської конституційної монархії першої половини XX століття. Його врядування завершилось із проголошенням Другої республіки.